# Пеньковая улица (Санкт-Петербург)
Пенько́вая улица — улица в Петроградском районе Санкт-Петербурга. Проходит от Мичуринской улицы до Петроградской набережной.

## История
Название Пеньковая улица дано 7 марта 1880 года, по Гагаринскому пеньковскому буяну (хранилищу пеньки).

## Достопримечательности
- № 1 — Нахимовское военно-морское училище.
- № 6 — бывший дом директора директора Фильтроозонной станции, 1909—1910 гг., гражд. инж. Л. А. Серк, арх. В. В. Старостин. В современности — специализированная пожарная часть по тушению особо сложных пожаров и проведению первоочередных аварийно-спасательных работ.  7831448001
- № 6, 9 — Петроградская фильтроозонная станция (архитекторы Л. А. Серк и В. В. Старостин).  7831448000